# 古埃及后期
古埃及后期是古埃及本土统治者在位的最后一个兴盛时期。在第三中间期，埃及陆续受努比亚第25王朝及崛起的新亚述帝国统治，地方总督普萨美提克一世与672年建立起第二十六王朝，定都塞易斯，并在前656年一统上下埃及，结束了第三中间期长达四个世纪的动荡。
公元前525年冈比西斯二世征服埃及，阿契美尼德帝国确立了统治地位，埃及再度受外族统治。随着此后马其顿亚历山大大帝对埃及的征服以及继业者战争期间托勒密一世在埃及的掌权，埃及进入托勒密王朝，希腊化时期开始。在古埃及后期时期，利比亚人与波斯人轮流与本土埃及人混合统治，儘管政治上失去了自主權，但在艺术创作中人们至少仍恪守着自古以來的传统一段時間，直到古埃及文化不再流行為止。:16

## 王朝分述
- 第二十六王朝（塞易斯王朝）
- 第二十七王朝（第一次阿契美尼德时期、第一次埃及总督时期）
- 第二十八王朝
- 第二十九王朝
- 第三十王朝
- 第三十一王朝（第二次阿契美尼德时期、第二次埃及总督时期）